# Horismenus agnostus
Horismenus agnostus is een parasitoïde bronswesp (Vliesvleugeligen) uit de familie Eulophidae die voorkomt in Peru. De wetenschappelijke naam is voor het eerst geldig gepubliceerd in 2009 door Hansson.